# Вурад
Вурад (Ферат; умер в 842) — король пиктов в 839—842 годах.

## Биография
Хроника пиктов и другие исторические документы называют короля пиктов Вурадом или Фератом. Однако, возможно, что ещё использовалось имя Ферадах.
Имя Вурада написано на камне пиктов Дростен Стон.
Возможно, сыновьями Вурада были короли Бруде VI, Киниод II и Дрест X.